# Liste der Untersuchungsausschüsse der Bremischen Bürgerschaft (Landtag)
Im Folgenden werden sämtliche Untersuchungsausschüsse der Bremischen Bürgerschaft, die gemäß Art. 108 Absatz 5 der Landesverfassung der Freien Hansestadt Bremen vom 21. Oktober 1947 eingesetzt worden, aufgelistet. Dabei wird eine Unterteilung nach den einzelnen Legislaturperioden vorgenommen um eine gute Lesbarkeit zu gewährleisten. Weiter wird der Ausschuss namentlich benannt, sein Untersuchungsauftrag erwähnt und der Zeitraum in der seine Beratungen stattfanden aufgelistet.

## 1. Wahlperiode (1946–1947)
- 1. Untersuchungsausschuss zur Ursachen der Brückenkatastrophe am 18. März 1947 (1947)
- 2. Untersuchungsausschuss zum Flüchtlingslager Riespott (1947)
- 3. Untersuchungsausschuss zu den Gerüchten um Senator Wolters (1947)

## 2. Wahlperiode (1947–1951)
- 4. Untersuchungsausschuss zur Schulspeisung (1951)

## 3. Wahlperiode (1951–1955)
Es wurde kein Untersuchungsausschuss eingesetzt.

## 4. Wahlperiode (1955–1959)
Es wurde kein Untersuchungsausschuss eingesetzt.

## 5. Wahlperiode (1959–1963)
Es wurde kein Untersuchungsausschuss eingesetzt.

## 6. Wahlperiode (1963–1967)
Es wurde kein Untersuchungsausschuss eingesetzt.

## 7. Wahlperiode (1967–1971)
- 5. Untersuchungsausschuss zum Straßenbahnunruhen Januar 1968 (1968)[1]
- 6. Untersuchungsausschuss zu den Grundstücksgeschäften in Bremen (1969–1970)[2]

## 8. Wahlperiode (1971–1975)
- 7. Untersuchungsausschuss zu den Tatsachenbehauptungen in einer Großen Anfrage der CDU (1975)[3]

## 9. Wahlperiode (1975–1979)
- 8. Untersuchungsausschuss zur Müllverbrennungsanlage Bremerhaven (1976–1979)[4]

## 10. Wahlperiode (1979–1983)
- 9. Untersuchungsausschuss zu den Ausschreitungen beim Rekrutengelöbnis im Weserstadion (1980)[5]

## 11. Wahlperiode (1983–1987)
Es wurde kein Untersuchungsausschuss eingesetzt.

## 12. Wahlperiode (1987–1991)
- 10. Untersuchungsausschuss zur Aufklärung der Missstände um das Zentralkrankenhaus an der Sankt-Jürgen-Straße, Bremen (1988–1990)
- 11. Untersuchungsausschuss zur Aufklärung der Vorgänge im Zusammenhang mit den Geiselnahmen in Gladbeck/Bremen (sog. Geiseldrama-Ausschuss) (1988–1989)
- 12. Untersuchungsausschuss zur Aufklärung der Missstände um die Hans-Wendt-Stiftung (1990–1991)

## 13. Wahlperiode (1991–1995)
- 13. Untersuchungsausschuss zur Untersuchung von Beziehungen und Abhängigkeiten zwischen dem Land und seinen Organen einerseits sowie der Stadtgemeinde Bremen und der Stadtwerke Bremen AG andererseits (sog. Stadtwerke-Ausschuss) (1992–1993)
- 14. Untersuchungsausschuss zur Aufklärung von Missständen in der Personalbesetzung von Eigen- und Beteiligungsgesellschaften des Landes Bremen und der Stadtgemeinde Bremerhaven (1994–1995)

## 14. Wahlperiode (1995–1999)
- 15. Untersuchungsausschuss zur „Bremer Vulkan“ (1996–1998)[6]

- 16. Untersuchungsausschuss zur Justizvollzugsanstalt Bremen (1997–1999)[7]

## 15. Wahlperiode (1999–2003)
- 17. Untersuchungsausschuss zu Unregelmäßigkeiten bei Bauvorhaben und Immobiliengeschäften zum Schaden Bremens (sog. Bau und Immobilien-Ausschuss) (2002–2003)[8]

- 18. Untersuchungsausschuss zur Aufklärung von Tatbeständen zur unzulässigen Einflussnahme auf die Funktion, Amtsführung und Personalbesetzung des unabhängigen Prüfungsamtes der Stadt Bremerhaven (2002–2003)[9]

## 16. Wahlperiode (2003–2007)
- 19. Untersuchungsausschuss zur Aufklärung von mutmaßlichen Vernachlässigungen der Amtsvormundschaft und Kindeswohlsicherung durch das Amt für Soziale Dienste (sog. Kindeswohl-Ausschuss) (2006–2007)[10]

- 20. Untersuchungsausschuss zur von Schädigungen der kommunalen Krankenhäuser durch Entscheidungen von Geschäftsführern u. d. mangelnde Steuerung und Kontrollversagen (sog. Klinikverbund-Ausschuss) (2006–2007)[11]

## 17. Wahlperiode (2007–2011)
Es wurde kein Untersuchungsausschuss eingesetzt.

## 18. Wahlperiode (2011–2015)
- 21. Untersuchungsausschuss „Krankenhauskeime“ (2011–2012)[12]

- 22. Untersuchungsausschuss zur Untersuchung von Kostensteigerungen, Bauzeitenverzögerungen,  Planungsfehlern und Baumängeln beim Teilersatzneubau am Klinikum Bremen-Mitte (sog. Krankenhausneubau-Ausschuss) (2014–2015)[13]

## 19. Wahlperiode (2015–2019)
- 23. Untersuchungsausschuss zur Untersuchung der Gründe und des Ablaufs des Anti-Terror-Einsatzes vom 27. Februar bis 1. März 2015 in Bremen (sog. Anti-Terror-Einsatz-Ausschuss) (2015–2016)[14]
- 24. Untersuchungsausschuss zur Untersuchung der Gründe, des Ablaufs und der Aufarbeitung des organisierten Sozialleistungsbetruges in Bremerhaven in der Zeit mindestens von Anfang 2013 bis April 2016 (ab 2016)[15]

## 20. Wahlperiode (ab 2019)
Derzeit wurde kein Untersuchungsausschuss eingesetzt.